# 비요뜨
비요뜨(영어: viyott)는 대한민국에서 만든 토핑 요거트이다. 요거트와 토핑을 함께 제공하는데, 토핑을 요거트에 섞어서 먹는다. 모서리 부분에 토핑이 담긴 곳이 있는데, 토핑이 담긴 곳을 꺾어서 요거트에 섞어 먹는 것이 특징이다.

## 토핑
- 초코링
- 크런치볼
- 후르츠링
- 쿠키 앤 크림
- 초코팝
- 초코크리스피
- 그레놀라
- 베리믹스